# ホームレス緊急一時宿泊施設
ホームレス緊急一時宿泊施設（ホームレスきんきゅういちじしゅくはくしせつ）は、ホームレスに対して、健康悪化を防止する等を目的として提供される緊急一時的な宿泊場所。略称はシェルター。日本の厚生労働省のホームレス対策として、2001年（平成13年）から実施されているホームレス緊急一時宿泊事業（略称：シェルター事業）により設置される。

## 実施主体
本事業は、都道府県または市区町村が実施するが、適切な運営が確保できると認められる社会福祉法人や特定非営利活動法人などに、事業の一部または全部を委託することができる。

## 施設の規模・構造など
- 定員：概ね50人以上とする。
- 建物：建築基準法を満たし、利用者の保健衛生、防災について十分に配慮すること。
- 設備：事務室、宿泊室、浴室（またはシャワー室）、便所、洗面所、お茶のサービス設備
- 職員：施設長、夜間の警備に必要な職員（非常勤も可能）を配置する。
- 施設数：2006年（平成18年）3月31日現在で、設置主体は横浜市1箇所（定員30名）、川崎市2箇所（定員350名）、名古屋市3箇所（定員400名）、大阪市4箇所（定員1,440名）の4自治体、10施設である[2]。
- 利用希望度：2003年（平成15年）1月〜2月のホームレス約2,000人に対する面接調査の結果[3]、シェルターを利用したいと思う割合は16.3%、思わない割合は54.5%であった。思わないと答えたうちの32.5%は「他人に干渉されたくないから」、11.6%は「寝場所はあるから、他からの援助は必要ないから」を理由に挙げている。
- 認知度：2007年（平成19年）1月のホームレス約2,000人に対する個別面接調査の結果、本施設を知っている者は、61.9%であった[4]。

## 利用について
施設管理者の許可を得て、原則として無料で利用することができる。利用期間は、6ヶ月以内を原則とするが、管理者の許可があれば延長も可能である。
就労意欲のある利用者に対しては、ホームレス自立支援施設の利用を促すなど就労を支援するほか、利用者の健康管理のために保健所と連携して健康診断を実施したり、福祉事務所と連携して福祉サービスを提供する。